# Le Pas de l'oie
Pour plus de détails, voir Fiche technique et Distribution.
Le Pas de l'oie (The Goose Steps Out) est un film britannique réalisé par Will Hay et Basil Dearden, sorti en 1942.

## Synopsis
William Potts, un enseignant en langues vivantes, est le sosie parfait de Müller, un espion allemand, et de ce fait il est arrêté par erreur par les autorités. Après que le vrai Muller a été capturé, Potts est persuadé de se substituer à l'espion. Il est parachuté en Allemagne pour remplacer Müller dans un cours sur le comportement britannique, avec pour instructions secrètes d'enquêter sur les travaux de guerre secrets menés dans un laboratoire près de l'université.
Un soir, il invite le professeur Hoffman, du laboratoire de recherche, à le rejoindre dans une taverne. Avant de s'évanouir, Hoffman ridiculise la moustache de Hitler tandis que Potts laisse entendre qu'il est un espion britannique. Heureusement, à son réveil, Hoffman ne se souvient de rien. Aidé par trois de ses étudiants - Max, Hans et Curt - qui sont en fait des Autrichiens qui cherchent à rejoindre les Alliés, il va réussir à s'emparer d'un exemplaire de la bombe secrète et à voler l'avion du général Von Goltz pour se rendre à Londres.

## Fiche technique
- Titre original : The Goose Steps Out
- Titre français : Le Pas de l'oie
- Réalisation : Will Hay et Basil Dearden
- Scénario : Angus MacPhail et John Dighton
- Direction artistique : Thomas N. Morahan
- Photographie : Ernest Palmer
- Son : Eric Williams
- Montage : Ray Pitt
- Musique : Bretton Byrd
- Production : Michael Balcon
- Production associée : S.C. Balcon
- Société de production : Ealing Studios
- Société de distribution : Associated British Film Distributors, United Artists Corporation
- Pays d'origine :  Royaume-Uni
- Langue originale : anglais
- Format : Noir et blanc  — 35 mm — 1,37:1 — son mono
- Genre : Comédie
- Durée : 79 minutes
- Dates de sortie : 
  - Royaume-Uni : août 1942
  - Belgique : 11 novembre 1945

## Distribution
- Will Hay : William Potts / Müller
- Charles Hawtrey : Max
- Peter Croft : Hans
- Barry Morse : Kurt
- Peter Ustinov : Krauss
- Anne Firth : Lena Schumann
- Frank Pettingell : Professeur Hoffman
- Leslie Harcourt : Vogel
- Julien Mitchell : Général Von Goltz